# Depa Nadi
Depa Nadi (bengali: Dhepa River, Dhāp) är ett vattendrag i Bangladesh.   Det ligger i provinsen Rangpur, i den nordvästra delen av landet, 280 km nordväst om huvudstaden Dhaka.